# Laverton, Western Australia
Laverton är en ort i Australien. Den ligger i kommunen Laverton och delstaten Western Australia, omkring 730 kilometer nordost om delstatshuvudstaden Perth. Antalet invånare är 640.
Trakten runt Laverton är nära nog obefolkad, med mindre än två invånare per kvadratkilometer.. 
Omgivningarna runt Laverton är i huvudsak ett öppet busklandskap. Genomsnittlig årsnederbörd är 404 millimeter. Den regnigaste månaden är januari, med i genomsnitt 100 mm nederbörd, och den torraste är augusti, med 5 mm nederbörd.